# 1352

## Събития
- Османците стъпват в Европа след завладяването на крепостта Цимпе

## Родени
Петър 1 Войвода

## Починали
Петър Войвода